# Hans Bohnenkamp
Hans Bohnenkamp (Schildesche, 17 aprile 1893 – Ottersberg, 2 febbraio 1977) è stato un pedagogista professore e dirigente universitario tedesco.
Nel 1968 fu il vincitore della Medaglia Justus Möser.

## Biografia
Dopo essersi diplomato a Minden nel 1912, fino al 1914 Bohnenkamp studiò matematica, fisica, filosofia e pedagogia all'Università Philipps di Marburgo. Già nel 1909 si era unito all'Alt-Wandervogel e al Wandervogel di Minden, durante gli studi aveva guidato l'Associazione accademica giovanile di Marburgo e aveva partecipato alla Giornata della gioventù tedesca libera sull'Hoher Meißner nell'ottobre 1913.
I suoi studi furono interrotti dalla Prima guerra mondiale alla quale partecipò come ufficiale di artiglieria. Fu insignito della Croce di Ferro di II Classe nel 1915 e della Croce di Ferro di I Classe e della Croce di Cavaliere dell'Ordine della Casa Reale di Hohenzollern nel 1918.
Dal 1919 al 1920 Bohnenkamp continuò gli studi all'Università di Gottinga. Dal 1918 al 1930 lavorò come insegnante nei ginnasi di Minden, Rotterdam, Unna e Brema. In seguito, divenne professore di educazione e filosofia presso l'Accademia Pedagogica di Francoforte (Oder) e, nel 1932, a Elbing, nonché presso l'Università di Cottbus per la formazione degli insegnanti (dal 1934 al 1939).
Nel 1933, Bohnenkamp entrò nelle SA nelle quali nel 1943 assunse il grado di Obersturmführer. Il 14 luglio 1937 chiese di aderire al Partito Nazionalsocialista Tedesco dei Lavoratori (NSDAP) e fu accettato con effetto retroattivo dal 1º maggio dello stesso anno (numero di iscrizione 4.391.864). Bohnenkamp partecipò alla Seconda guerra mondiale dal 1939 al 1945. Fu chiamato alle armi nell'agosto 1939 e inizialmente assunse il comando di una scuola ufficiali di artiglieria. Dal 1º aprile 1942 fu comandante di battaglione come maggiore nella riserva, poi tenente colonnello e capo di un reggimento di artiglieria davanti a Stalingrado e nell'arco di Oryol. Il 22 gennaio 1943 fu insignito della Croce di Cavaliere della Croce di Ferro come maggiore e comandante del III Battaglione del 295 Reggimento di Artiglieria per i combattimenti della divisione nell'area di Stalingrado. In seguito, fu membro della Missione dell'Esercito tedesco nella Repubblica Slovacca. Più recentemente, fu direttore militare della Scuola truppe corazzate di Bergen. Qui divenne prigioniero di guerra britannico e fu internato fino alla fine di agosto del 1945.
Bohnenkamp ebbe inizialmente difficoltà con la denazificazione, ma nel 1946 divenne il fondatore e il primo direttore della neonata Università dell'Educazione di Celle, professore di pedagogia e filosofia. Fu in gran parte responsabile della denominazione di questa università come Università Adolf Reichwein di Celle, che diresse fino al trasferimento da Celle a Osnabrück e dove lavorò come professore fino al suo pensionamento nel 1958. Amico intimo di Reichwein dal 1920, ne gestì anche l'archivio fino al 1972. Dal 1952 al 1958 fu presidente e fino al 1962 membro del consiglio di amministrazione dell'Arbeitskreis Pädagogische Hochschulen.
Hans Bohnenkamp e Lieselotte Fischer si sposarono il 13 luglio 1923. La coppia ebbe tre figli.

### Rapporto con Helmut Schmidt
L'allora cancelliere tedesco Helmut Schmidt riferì più volte che Hans Bohnenkamp gli aveva fatto un'impressione duratura in un campo di prigionia vicino a Ostenda, in Belgio:
(Helmut Schmidt, 2001)
(Helmut Schmidt, 2006)
Inoltre, sembra che una conversazione con Bohnenkamp sia stata la ragione per cui Helmut Schmidt si unì alla SPD di cui Bohnenkamp stesso fece parte nel 1945/46. Fu insignito della Gran Croce dell'Ordine al Merito della Repubblica Federale Tedesca il 18 giugno 1958, della Gran Croce dell'Ordine al Merito della Bassa Sassonia nel 1963 e della Medaglia Justus Möser della Città di Osnabrück il 22 dicembre 1967.

## Opere (selezione)
- Gedanken an Adolf Reichwein. Westermann, Braunschweig 1949.
- Adolf Reichwein. Festrede bei der Einweihung der Adolf-Reichwein-Schule in Langenhagen. Adolf-Reichwein-Schule, Langenhagen 1962.